# Montagne Noire

Karte der Montagne Noire

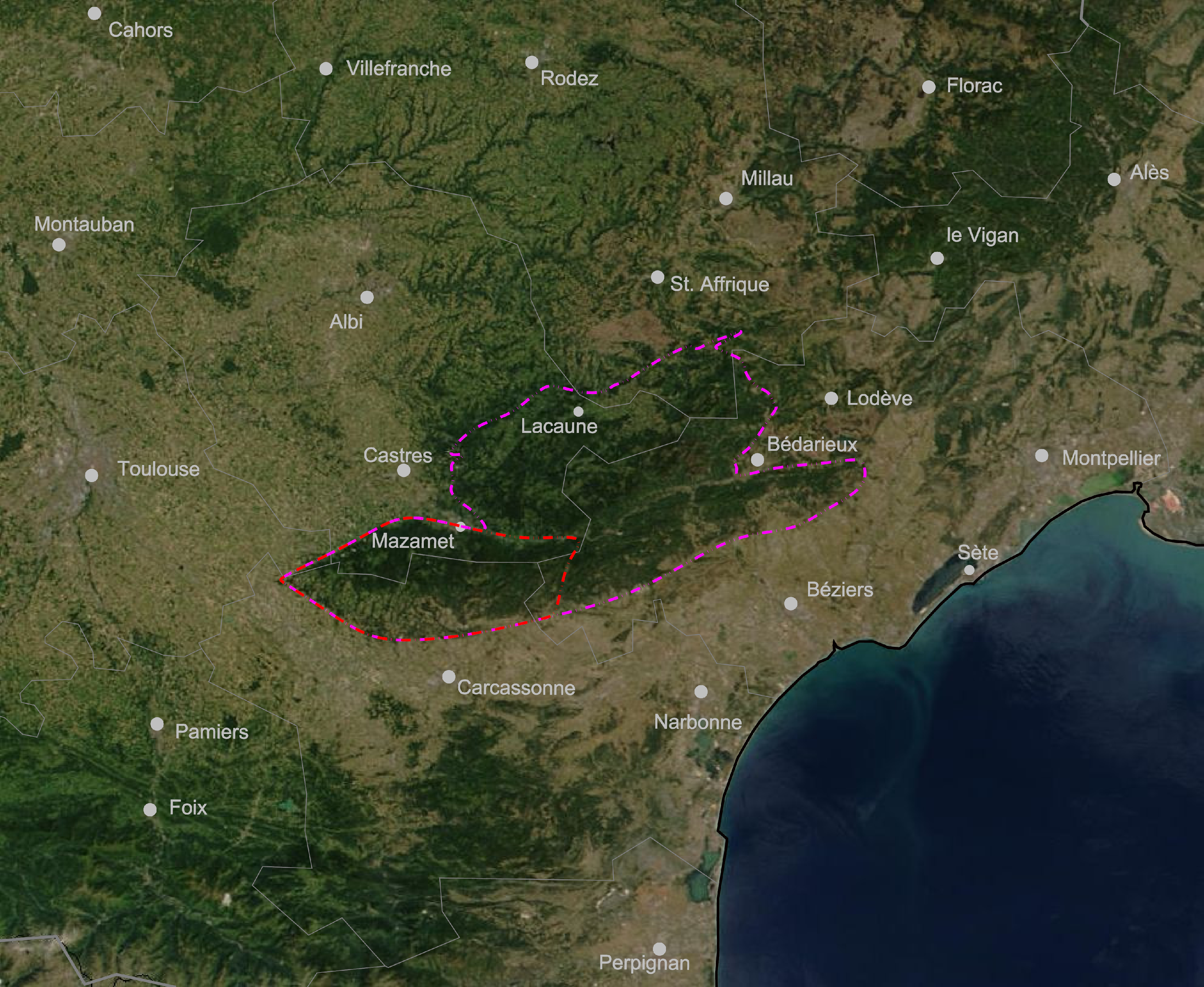
Die Montagne Noire im Satellitenbild

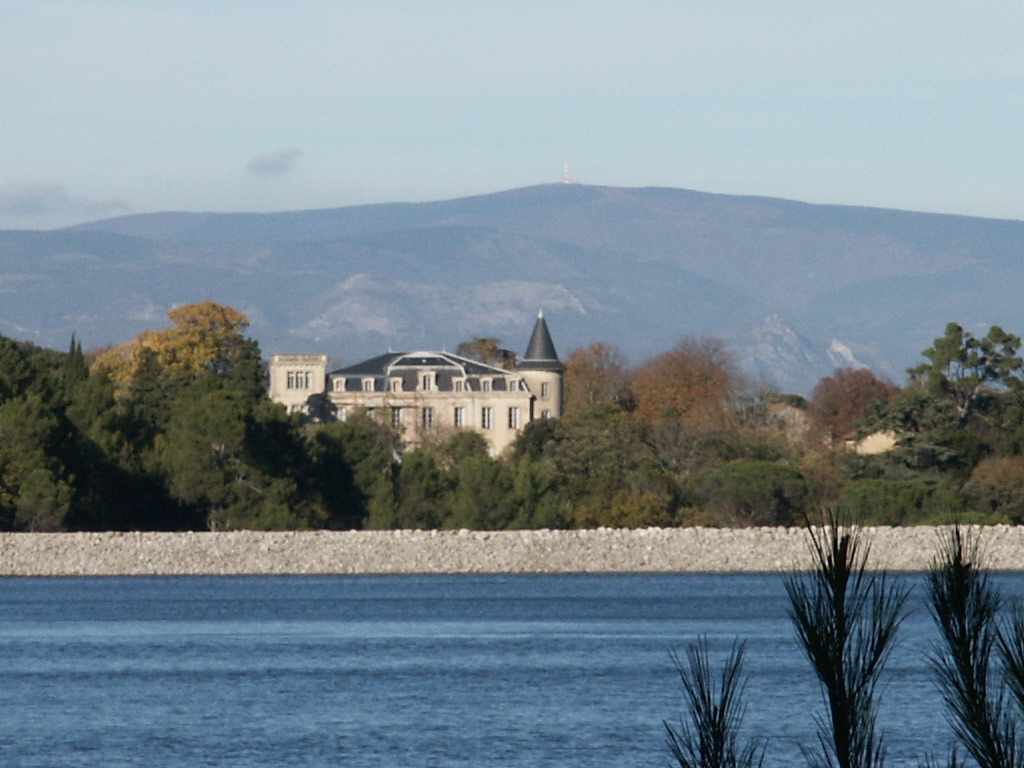
Der Pic de Nore von Süden, der höchste Berg der Montagne Noire

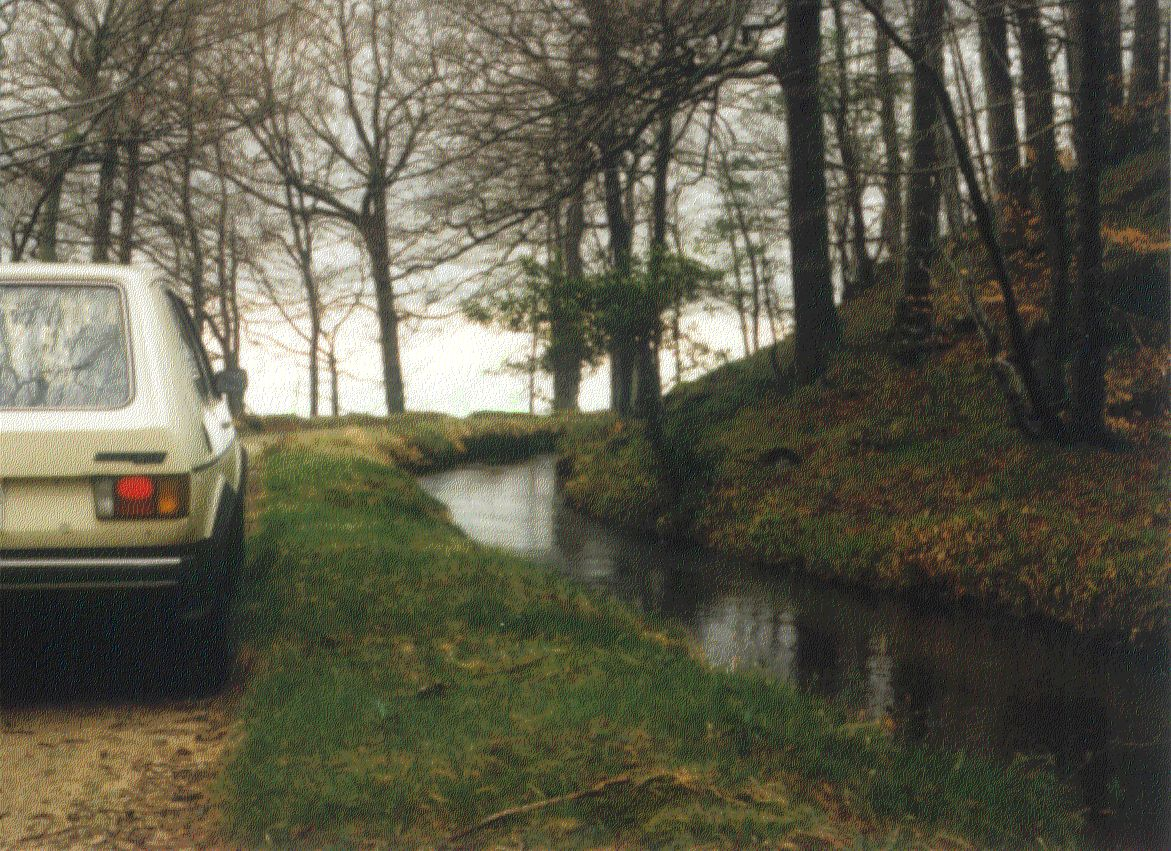
Rigole de la Montagne: Das am Südhang der Montagne Noire (nördlich von Carcassonne) zur Versorgung des Canal du Midi gesammelte Wasser (hangparallel weitergeleitet über das Reservoir von Saint-Ferréol in die Scheitelhaltung an der Seuil de Naurouze)

Die Montagne Noire (deutsch „Schwarzes Gebirge“) ist der südlichste Ausläufer des französischen Zentralmassivs.
Sie ist nur dünn besiedelt und wenig durch den Verkehr erschlossen. Das Klima wird durch das Zusammentreffen der Klimabereiche des Mittelmeeres und des Zentralmassivs geprägt. Die Zentralregion besitzt aufgrund ihrer Höhenlage ein raues Klima, während der Südabfall in die Ebene des Languedoc durch den Einfluss des Mittelmeeres ein sehr mildes Klima aufweist. Im Verein mit günstigen Böden ermöglicht dies den Weinanbau, so dass am Fuß des Gebirges ausgedehnte Weinanbaugebiete (Minervois) liegen.
Das Wasser der nach Süden und Westen fließenden Bäche im südwestlichen Teils der Montagne Noire wird gefasst und zur Scheitelhaltung des Canal du Midi geleitet. Ohne dieses Wasser wäre der Betrieb des Kanals nicht möglich.
Die geologische Definition der Montagne Noire unterscheidet sich deutlich von der geographischen: die geologische Montagne Noire reicht deutlich weiter nach Osten und nach Norden und ist somit fast viermal so groß wie die geographische Montagne Noire. Geologisch bedeutend sind unter anderem die Gneisformationen im Westen sowie das kompliziert gebaute und fossilreiche Paläozoikum an seiner Süd- und Ostseite. 

## Geografie

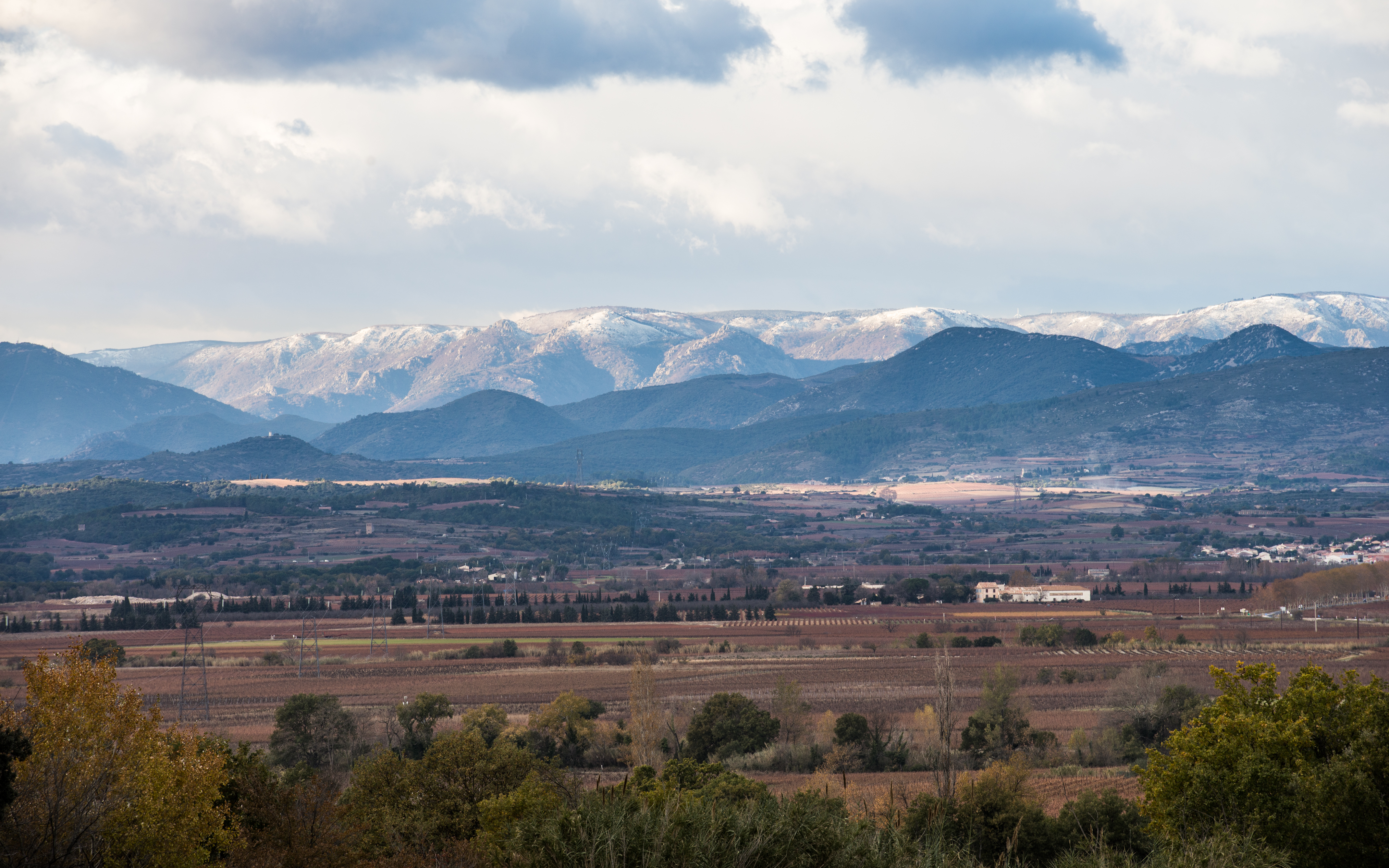

Die Bezeichnung Montagne Noire bezieht sich ursprünglich nur auf das in Ost-West-Richtung etwa 35 km lange und in Nord-Süd-Richtung etwa 25 km breite Bergmassiv um den Pic de Nore (1211 m), das zwischen Mazamet im Norden und Carcassonne im Süden liegt.
Der Begriff wurde Anfang des 19. Jahrhunderts durch die Geologen Pierre Armand Dufrénoy und Léonce Élie de Beaumont auch auf die Gebiete paläozoischer Gesteine östlich und nördlich davon erweitert, so dass die Montagne Noire im geologischen Sinn wesentlich größer ist als die geographische.
Die Montagne Noire bildet den Abschluss des Zentralmassivs nach Süden. Sie liegt zum größten Teil in der ehemaligen Region Languedoc-Roussillon, ihr nördlicher Teil gehört zur ehemaligen Region Midi-Pyrénées. 2016 wurden diese beiden Regionen zur neuen Region Okzitanien (fr. Occitanie) zusammengefasst. Die Montagne Noire befindet sich somit im Grenzgebiet der Départements Aude, Hérault und Tarn.
Nicht zu verwechseln ist die Montagne Noire mit gleichnamigen Bergzügen in der Bretagne und dem Morvan, welche aufgrund ihrer Wälder ebenfalls als la montagne noire bezeichnet werden.

## Geologie

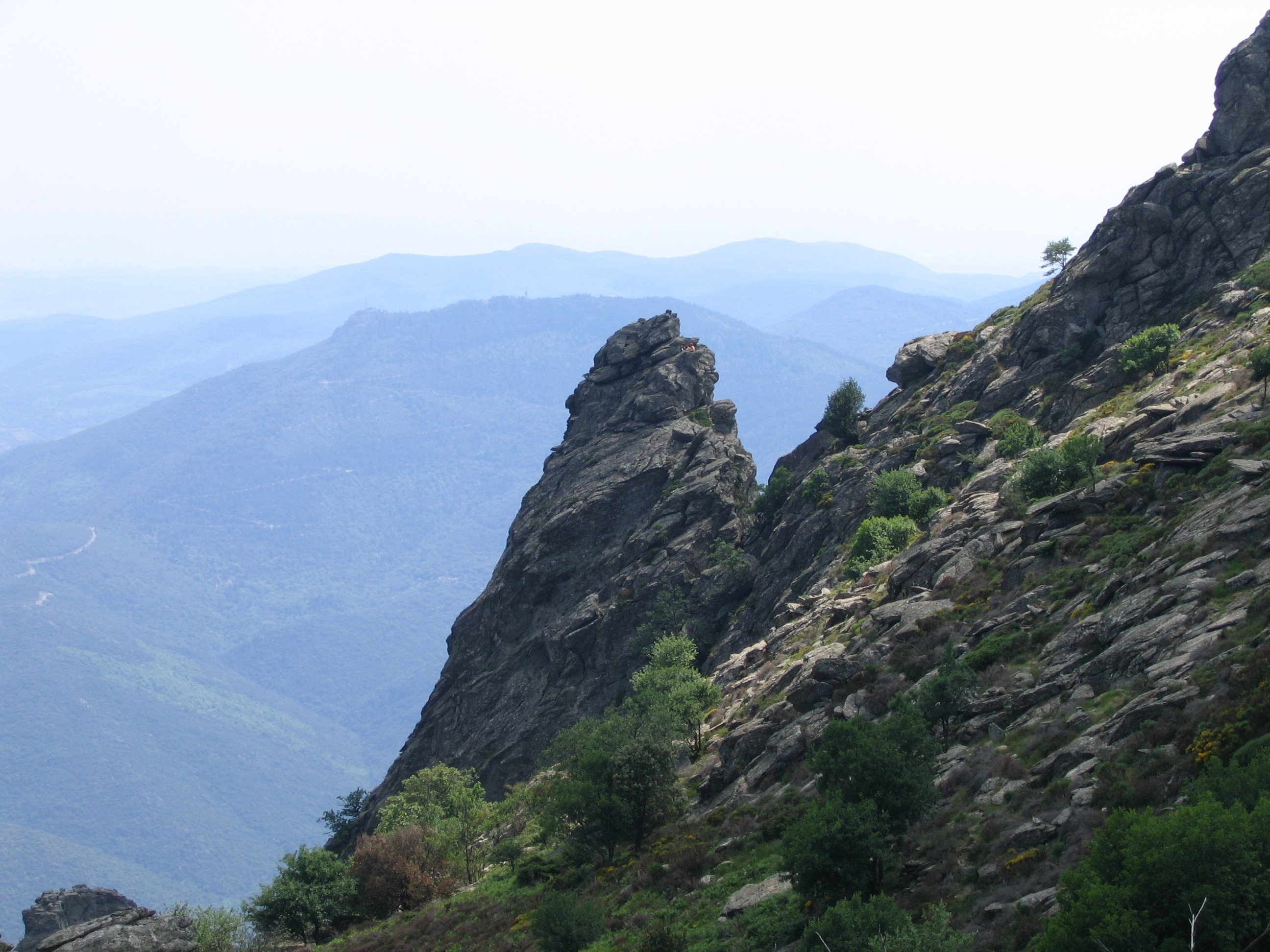
Blick vom Caroux auf die Montagne Noire bei Olargues

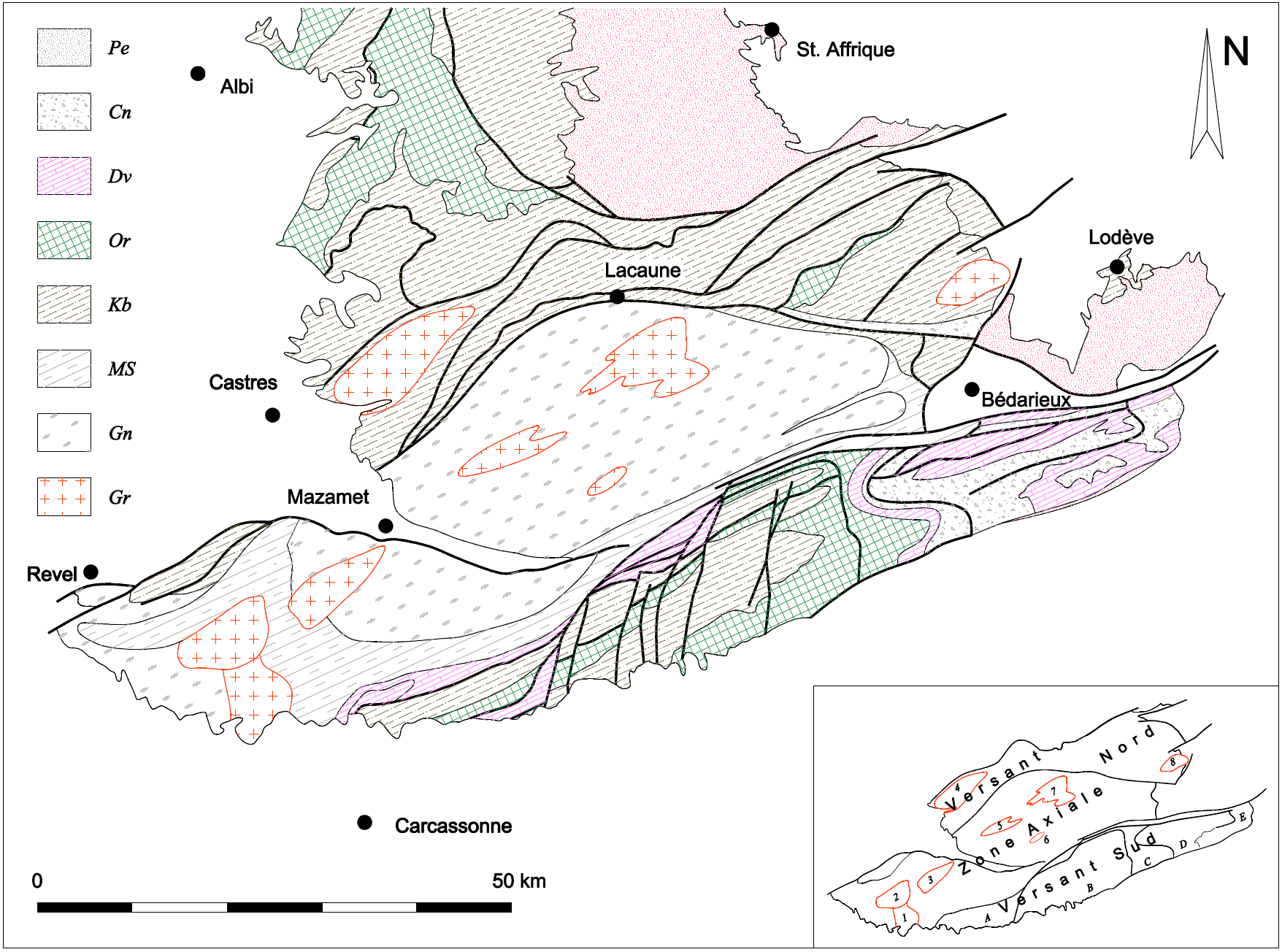
Geologische Karte der Montagne Noire

Die geologische Definition der Montagne Noire weicht von der geographischen deutlich ab. Neben der Montagne Noire im Sinne der Geographen umfasst sie auch die Monts de l'Orb, die Monts de Faugères sowie nördlich des Längstals zwischen Mazamet und Bédarieux die Monts de l’Espinouse und die Monts de Lacaune. Damit misst sie in Nord-Süd-Richtung etwa 45 km und ist mit etwa 360 km² fast viermal so groß wie die Montagne Noire im geographischen Sinn.
Die Montagne Noire im Sinne der Geologen ist der südlichste Teil des Zentralmassivs und liegt auf der Südseite des variszischen Orogens. Sie wird in plattentektonischen Rekonstruktionen mit dem Nordrand Gondwanas in Verbindung gebracht. 
Im Osten werden die stark gefalteten Schichten der Montagne Noire von den weniger deformierten Gesteinen des Grabens von Bédarieux und des Beckens von Lodève überdeckt. Im Westen und Süden lagern die mesozoischen Gesteine des Languedoc als sanft nach Süden abfallende Decke auf dem Paläozoikum. 
Nach Norden geht die Montagne Noire mit unscharfer Grenze in die kristallinen Schiefer des Albigeois über. Ihre teilweise unter jüngeren Schichten begrabene Fortsetzung nach Osten bilden über die Ride de Lodève mit vorkambrischen und kambrischen Gesteinen die Cevennen, von der Montagne Noire durch die mesozoischen Schichten der Causses getrennt. 

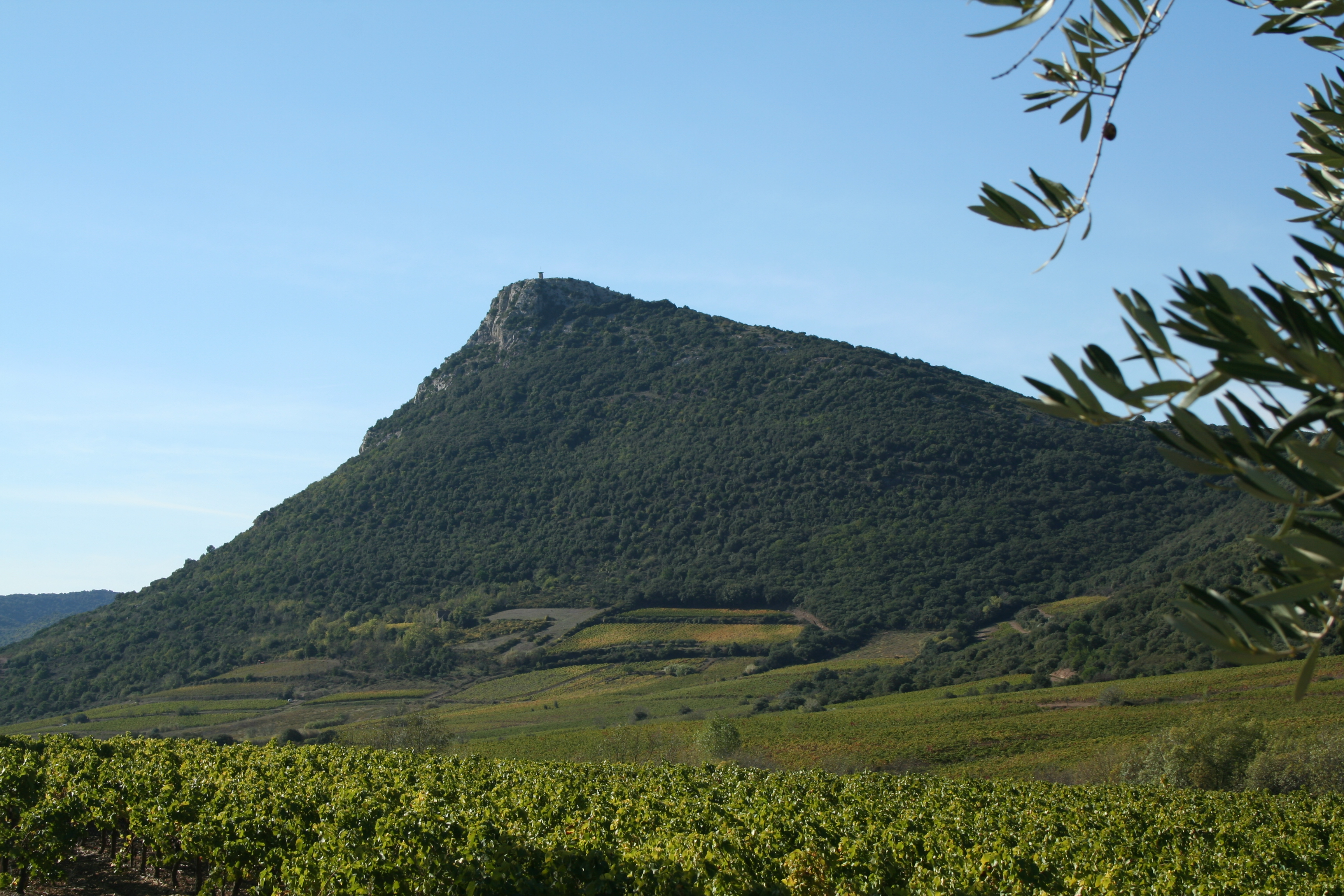
Der Pic de Vissou in den Ecailles de Cabrières

Die Montagne Noire ist schon seit langem bekannt für ihr fossilführendes, weitgehend nicht metamorphes Paläozoikum, das hier mit nur lokalen stratigraphischen Lücken vorhanden ist. Der Fossilreichtum der Schichten des Ordoviziums und des Devons hat in den letzten 200 Jahren zu reger Forschungstätigkeit geführt. 
Eine weitere Besonderheit der Montagne Noire ist die weite Verbreitung liegender Großfalten mit inverser Schichtfolge. Das Gebiet wurde kaum von jüngerer Orogenese betroffen und bietet somit eine seltene Gelegenheit für geologische Beobachtungen des Paläozoikums.
Die Montagne Noire wird klassischerweise von Norden nach Süden in drei Zonen eingeteilt:
- Nordseite
- Hauptkamm
- Südseite

In der Montagne Noire befindet sich am Hügel von La Serre bei Cabrières der GSSP der Devon-Karbon-Grenze.